# ألم العضلات الروماتزمي
ألم العضلات الروماتزمي (بالإنجليزية: Polymyalgia rheumatica)‏ (اختصارًا PMR) هو عبارة عن خلل التهابي ينتج عنه ألم وتيبّس في العضلات، وعادة في الرقبة والكتفين والذراعين العلويين والوركين، ولكنها قد تحدث في جميع أنحاء الجسم. قد يكون الألم مفاجئًا جدًا، أو يمكن أن يحدث تدريجيًا على مدار فترة. يستيقظ معظم الأشخاص الذين يعانون من PMR في الصباح مع ألم في عضلاتهم. ومع ذلك، فقد حدثت حالات أصيب فيها اشخص بالألم أثناء المساء أو أصيب بألم وتصلب طوال اليوم.
قد يعاني الأشخاص الذين يعانون من التهاب المفاصل الروماتيزمي من التهاب الشرايين الصدغي، وهو التهاب في الأوعية الدموية في الوجه يمكن أن يسبب العمى إن لم يعالج بسرعة. الألم والصلابة يمكن أن يؤدي إلى معانات حياتية، ويمكن أن يؤدي إلى الاكتئاب. غالبًا ما يُرى التهاب المفاصل الروماتيزمي بالترافق مع التهاب الشرايين الصدغي. يُعتقد أنه ناجم عن مرض فيروسي أو بكتيري أو صدمة من نوع ما، لكن علم الوراثة يلعب دورًا أيضًا. الأشخاص من أصل أوروبي شمالي يتعرضون للإصابة بشكل أكبر. لا يوجد اختبار معمل نهائي، ولكن يمكن أن يكون البروتين التفاعلي (CRP) ومعدل ترسيب كرات الدم الحمراء (ESR) مفيدًا.
عادة ما يتم علاج PMR بالستيروئيدات القشرية التي تؤخذ عن طريق الفم. يحتاج معظم الناس إلى مواصلة العلاج بالكورتيكوستيرويد لمدة عامين أو ثلاثة أعوام. يختفي PMR من تلقاء نفسه في غضون عام أو عامين، لكن الأدوية وتدابير الرعاية الذاتية يمكن أن تحسن معدل الشفاء.
نشأت PMR لأول مرة كمرض متميز في عام 1966 من خلال تقرير حالة على 11 مريضًا في مستشفى ماونت سيناي في نيويورك. يأخذ اسمها من الكلمة اليونانية ymολυμυαλγία polymyalgia، والتي تعني «الألم في العديد من العضلات».

## علامات وأعراض
يمكن أن تشير مجموعة واسعة من الأعراض إلى ما إذا كان الشخص مصابًا بألم المفاصل الروماتيزمي. تشمل الأعراض الكلاسيكية:
- ألم وتصلب (معتدلة إلى حادة) في الرقبة والكتفين وأعلى الذراعين والفخذين والوركين، مما يمنع النشاط، خاصة في الصباح/بعد النوم. يمكن أن يحدث الألم أيضًا في منطقة الفخذ وفي الأرداف. يمكن أن يقتصر الألم على أحد هذه المناطق أيضًا. إنه مرض «المشدات» التي تعني حزام الكتف أو حزام الحوض.
- التعب ونقص الشهية (ربما يؤدي إلى فقدان الوزن) يدل أيضا على ألم الروماتيزم.
- فقر دم
- شعور عام بالمرض أو أعراض تشبه الأنفلونزا.
- عند معظم الناس، يتميز بالإرهاق المستمر والضعف وأحيانًا الإعياء.

يعاني حوالي 15% من الأشخاص الذين يتم تشخيصهم من التهاب المفاصل الروماتيزمي من التهاب الشرايين الصدغي، وحوالي 50% من المصابين بالتهاب الشرايين الصدغي مصابون بالتهاب المفاصل الروماتيزمي. بعض أعراض التهاب الشرايين الصدري تشمل الصداع، ألم الفك أو الوجه، رؤية مشوهة، أو ألم في الأطراف الناجمة عن انخفاض تدفق الدم، والتعب.

## أسباب
سبب الإصابة بألم العضلات الرُّوماتزمي غير معروف. ينتج الألم والتصلب من نشاط الخلايا والبروتينات الالتهابية التي عادة ما تكون جزءًا من الجهاز المناعي لمكافحة الأمراض في الجسم، ويبدو أن النشاط الالتهابي يتركز في الأنسجة المحيطة بالمفاصل المتأثرة. خلال هذا الاضطراب، تهاجم خلايا الدم البيضاء في الجسم بطانة المفاصل، مسببة الالتهاب. تلعب العوامل الموروثة أيضًا دورًا في احتمال أن يصاب الفرد ب PMR. شملت العديد من النظريات التحفيز الفيروسي للجهاز المناعي لدى الأفراد المعرضين وراثيا.
التعرض البيئي، حيث تميل حالات جديدة من ألم العضلات الروماتزمي للحدوث في دورات، وربما تتطور موسمياً، ويشير ذلك إلى أن العوامل البيئية مثل الفيروس، قد تلعب دوراً في ذلك، تم تحديد العديد من الفيروسات الشائعة إلى حد ما كمحفزات محتملة ل PMR. تشمل الفيروسات التي يعتقد أنها متورطة الفيروس الغدي الذي يسبب التهابات الجهاز التنفسي. فيروس parvov البشري B19، العدوى التي تصيب الأطفال؛ وفيروس الإنفلونزا البشري. يعزو بعض المصابين بداية PMR إلى الإجهاد.
يبدو أن الأشخاص الذين لديهم نوع HLA-DR4 من مستضد الكريات البيض البشري لديهم احتمالية أعلى للإصابةPMR.

## التشخيص
لا يوجد اختبار محدد لتشخيص ألم الروماتيزم. يمكن أن تسبب العديد من الأمراض الأخرى التهابًا وألمًا في العضلات، ولكن بعض الاختبارات يمكن أن تساعد في تضييق سبب الألم. ملاحظ الطبيب الحد من حركة الكتف أو تورم المفاصل في الرسغين أو اليدين. يمكن أن تساعد إجابات المريض على الأسئلة، والفحص البدني العام، ونتائج الاختبارات الطبيب في تحديد سبب الألم والتصلب.
يتم إجراء اختبار دم واحد عادةً وهو معدل ترسيب كرات الدم الحمراء (ESR) الذي يقيس مدى سرعة استقرار خلايا الدم الحمراء للمريض في أنبوب اختبار. كلما استقرت خلايا الدم بشكل أسرع، ارتفعت قيمة ESR، مما يعني وجود التهاب. يمكن أن تتسبب العديد من الحالات في حدوث ارتفاع ESR، لذلك هذا الاختبار وحده ليس دليلًا على أن الشخص مصاب بألم الروماتيزم.
قد يتم إجراء اختبار آخر يتحقق من مستوى البروتين التفاعلي C (CRP) في الدم. يتم إنتاج CRP بواسطة الكبد استجابةً للإصابة أو العدوى، وعادةً ما يكون لدى الأشخاص الذين يعانون من polymyalgia rheumatica مستويات عالية. ومع ذلك، مثل ESR، هذا الاختبار هو أيضا ليست محددة للغاية.
يرتبط أحيانًا التهاب المفاصل الروماتيزمي بالتهاب الشرايين الصدغي، وهي حالة تتطلب علاجًا أكثر عدوانية. لاختبار هذا الاضطراب الإضافي، يمكن أخذ عينة خزعة من الشريان الصدغي.

## علاج
بريدنيزون أثبت نجاعتها بعلاج ألم العضلات الروماتزمي، وغالبًا ما تكون مدة العلاج أكبر من عام واحد. إذا لم يتعرض المريض لتحسن كبير بعد ثلاثة أيام من 10-20 ملغ بريدنيزون عن طريق الفم يوميًا، فيجب إعادة النظر في التشخيص. يحدث أحيانًا تخفيف الأعراض في عدة ساعات فقط.
الأدوية المضادة للالتهابات غير الستيرويدية (مضادات الالتهاب غير الستيروئيدية) مثل الإيبوبروفين غير فعالة في العلاج الأولي لل PMR، ولكن يمكن استخدامها بالاقتران مع جرعة صيانة الكورتيكوستيرويد.
إلى جانب العلاج الطبي، يتم تشجيع المرضى على ممارسة الرياضة وتناول الطعام بشكل صحي - مما يساعد على الحفاظ على نظام المناعة القوي وبناء عضلات وعظام قوية. يوصى بتناول نظام غذائي من الفواكه والخضروات والحبوب الكاملة واللحوم قليلة الدسم ومنتجات الألبان، مع تجنب الأطعمة التي تحتوي على مستويات عالية من السكريات المكررة والملح.

## علم الأوبئة
لا توجد ظروف مؤكدة لمعرفة أي فرد سيصاب بألم الروماتيزم، ولكن هناك بعض العوامل التي تشير إلى وجود علاقة مع هذا الاضطراب.
- عادة، PMR يؤثر فقط على البالغين فوق سن 50.[18]
- يبلغ متوسط عمر الشخص المصاب PMR حوالي 70 عامًا.[2][22]
- النساء أكثر عرضة مرتين للإصابة بPMR من الرجال.[22]
- القوقازيين هم أكثر عرضة للإصابة بهذا المرض.[2] من المحتمل أن يؤثر على الأشخاص من أصل أوروبي شمالي؛ الاسكندنافيون معرضون للخطر بشكل خاص.[22]
- حوالي 50% من المصابين بالتهاب الشرايين الصدغي مصابون أيضًا بالتهاب المفاصل الروماتيزمي.[2]

## روابط خارجية
- وأجوبة حول Polymyalgia الروماتيزم والتهاب الشرايين الخلايا العملاقة[وصلة مكسورة]- المعهد الوطني الأمريكي لالتهاب المفاصل وأمراض العضلات والعظام والجلد